# 徳島県立海南高等学校
徳島県立海南高等学校（とくしまけんりつ かいなん こうとうがっこう）は、徳島県海部郡海陽町に所在した公立の高等学校。徳島県立日和佐高等学校・徳島県立宍喰商業高等学校と統合され徳島県立海部高等学校（2004年4月開校）となり、2006年3月31日に閉校した。

## 設置学科
- 普通科

## 運動系部活動の全国大会の実績
- 第36回選抜高等学校野球大会　全国優勝
  - 甲子園での戦績については選抜高等学校野球大会 (徳島県勢)を参照。
  - なお初出場で初優勝を飾っているが、その後選抜・選手権大会を通じて一度も甲子園には出場していない。 つまり、甲子園勝率10割の高校である。これは本校と福岡県立三池工業高等学校(福岡県)の2校しかない。また、三池工業高校は選手権での記録なので、選抜優勝校では唯一である。
- 第20回全国高等学校総合体育大会バスケットボール競技大会男子優勝
- 第40回全国高等学校総合体育大会ボクシング競技大会フライ級優勝　川島郭志

## 出身者
- 上田利治（元プロ野球選手・指導者）
- 大石友好（プロ野球捕手）
- 尾崎将司（プロゴルファー、元プロ野球選手）
- 尾崎健夫（プロゴルファー）
- 川島郭志（元プロボクシング世界王者）
- 杉口秀樹（スタントマン）
- 谷博（プロ野球審判）
- 西谷徳行（ライフル射撃選手）
- 杣友厚（元バスケットボール選手）
- 根東裕隆（バスケットボール選手）
- 花野巧（アマチュア野球選手・指導者）
- 羽里功（プロ野球投手）
- 浜内千波（料理研究家）
- 前田恵（政治家）